# Цанков, Стефан Станчев
Стефан Станчев Цанков (4 июля 1881, Горна-Оряховица — 20 марта 1965, София) — священник Болгарской православной церкви, протопресвитер. Видный болгарский богослов, юрист, историк церковного права, деятель экуменического движения.

## Биография

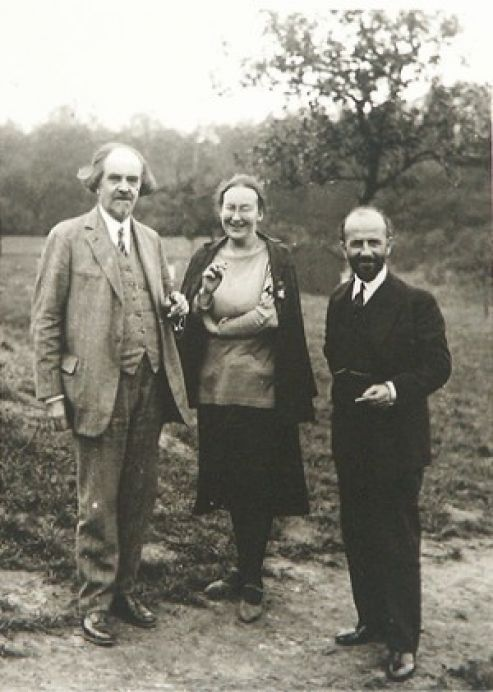
Н. А. Бердяев, Е. Ю. Скобцова (будущая мать Мария), протопресвитер Стефан Цанков. 1930 г.

В 1895 году поступил в Самоковское духовное училище, которое окончил в 1899 году.
В 1900 году поступил на богословский факультет Черновицкого университета, который окончил в 1904 году. В 1905 там же стал доктором богословия.
В 1908 году митрополитом Варненским и Великопреславским Симеоном (Поповым) рукоположён в сан диакона и священника.
В 1908—1911 годы был протосинкеллом Варненской и Преславской митрополии.
В 1912—1915 годы — председатель Духовно-просветительского отдела Священного Синода Болгарской православной церкви.
В 1915 году поступил на юридический факультет Цюрихского университета, который окончил в 1918 году со степенью доктора права. В 1918—1919 годы проходил специализацию в Лозанне и Генрмании. Специализировался в области семейного и государственного права.
Был одним из основателей экуменического движения.
В 1921—1922 годы принимал участие во Втором церковно-народном соборе, как участник комиссии по выработке проекта нового устав Болгарской православной церкви.
С 1923 года — Профессор кафедры церковного права Богословского факультета Софийского университета святого Климента Охридского. В 1923—1924 года — также декан этого факультета.
В 1925 году на съезде РСХД в Аржероне избран учредительный комитет Свято-Сергиевского богословского института в Париже.
В 1924 году становится член-корреспондентом, а в 1932 году — действительным членом Болгарской академии наук.
В 1926 году становится настоятелем храма-памятника святого Александра Невского в Софии — главного православного храма Болгарии, в связи с чем возводится в сан протопресвитера. Преподавал церковное право и христианскую социологию около 40 лет.
В 1938—1939 года — снова декан Богословского факультета. В 1940—1941 годы — ректор Софийского университета.
В 1948—1950 годы — советник Священного Синода по каноническим вопросам и консультант выработке устава Болгарской Патриархии, принятого в 1953 году.
В 1961 года вышел на покой. В 1960-е годы являлся консультантом Священного Синода Болгарской православной церкви по юридическим вопросам.
Скончался 20 марта 1965 года в Софии.

## Публикации
книги
1. Патриарх Евтимий: Живот и дейност. — София: Синодално издателство, 1906.
2. Философски поглед върху историята на Полша. — София, 1908.
3. Die Grundlagen der Verfassung der bulgarischen orthodoxen Kirche, Zürich 1918, S. X + 156.
4. Die Verfassung der bulgarischen orthodoxen Kirche, Zürich 1918. — S. XХІІ + 223.
5. Die Verwaltung der bulgarischen orthodoxen Kirche, Halle 1920. — S. XVI + 288.
6. Das orthodoxe Christendum des Ostens: Sein Wesen und sein gegnwärtige Gestaltю — Berlin 1928, S. 148.
7. Върху проблема за отношението Църква-държава. — София, 1945.
8. Die Orthodoxe Kirche des Ostens in oekumenischer Sicht. — Zürich, 1949.

статьи
- Цариградската патриаршия и тесният национализъм // Църковен Вестник, 35, 1903.
- Писма от Запад // Църковен Вестник, 20-21, 22, 24, 1904; 7, 1905.
- Библията и Вавилон // Библиотека (приложение на Църковен вестник), 1904. — C. 21-42.
- Религията и училището // Църковен Вестник, 37, 1905.
- Християнството и нашите западници // Църковен Вестник, 38-39, 1905.
- Обществото и публичното богословско слово // Църковен Вестник, 40, 1905.
- Умозрителното богословие в педагогическите училища // Църковен Вестник, 42, 1905.
- Нуждата от Кирилови-Методиеви читални // Църковен Вестник, 43, 1905.
- Литературно-философски характеристики (Достоевски) // Църковен Вестник, 44, 1905.
- Литературно-философски характеристики (Ницше) // Църковен Вестник, 45, 1905.
- Един утешителен знак // Църковен Вестник, 47, 1905.
- Книжен преглед // Църковен Вестник, 48, 1905.
- Все около омагьосания кръг // Църковен Вестник, 49, 1905.
- Гробът на патр. Евтимий // Църковен Вестник, 50, 1905.
- Надписът намерен на гроба на патр. Евтимий // Църковен Вестник, 51-52, 1905.
- По уредбата на духовната ни семинария // Църковен Вестник, 40, 1906.
- Външен отдел; Относата на държавата и църквата в Гърция // Църковен Вестник, 42, 1906.
- Родителско-училищни дружби // Църковен Вестник, 44, 1906.
- Външен отдел; Руският Църковен вестник и разпрата ни с гърците // Църковен Вестник, 49, 1906.
- Рождението във Витлеем // Църковен Вестник, 51-52, 1906.
- Научно-философски изводи и съзнаването на Божеството // Преглед, 1, 1907.
- След миналата година // Църковен Вестник, 1, 1908.
- Бил ли е св. Йоан Златоуст «демагог и революционер»? // Църковен Вестник, 5, 1908.
- Християнинът като делотворец // Църковен Вестник, 7, 1908.
- Етическа култура // Църковен Вестник, 8, 1908.
- Християнското добротворство // Църковен Вестник, 10, 1908.
- Обраните и наранените в живота // Църковен Вестник, 12, 1908.
- Един изпълнен дълг към българите в Америка // Църковен Вестник, 13, 1908.
- Празникът на Възкресението // Църковен Вестник, 15-16, 1908.
- Дуелите // Църковен Вестник, 15-16,1908.
- Богословски факултет у нас // Църковен Вестник, 46, 47, 48, 1908.
- Новият училищен законопроект // Църковен Вестник, 49, 50, 1908.
- По неотклонен път // Църковен Вестник, 3, 1909.
- Чиновници ли са свещениците на православната църква у нас // Църковен Вестник, 6, 8, 11, 1909.
- По иконографната живопис на църквата Св. Александър Невски // Църковен Вестник, 17, 1909.
- Говоримият при богослужението език като средство за отстранение на неверието // Църковен Вестник, 19, 1909.
- Въпросът за въвеждане на говоримия български език по църквите // Църковен Вестник, 21, 1909.
- Отзивът на L. Aetion Francaise за морала и вярата ни // Църковен Вестник, 22, 1909.
- Безчинието на уволнените Осман-Пазарски църковни настоятели // Църковен Вестник, 34, 1909.
- Преподаването в нашите гимназии на историята на църквата и религиите // Църковен Вестник, 36, 1909.
- Второбрачие на свещениците // Църковен Вестник, 1, 1909.
- За католиците в България // Църковен Вестник, 4, 1910.
- ΣΚΑΝΔΑΛΟΝ Отвратяване ли е или съблазън? // Църковен Вестник, 13, 1910.
- Неославянските събори и религията // Църковен Вестник, 37, 38, 39, 41, 42, 44, 1910.
- Н. Блаженство Екзархът глава ли е на Българската църква? // Църковен Вестник, 1, 2, 3, 4-5, 6, 8, 10, 11, 12, 19-20, 21, 22, 23, 1911.
- Протоколите на църковно-народния събор // Църковен Вестник, 25, 1911.
- Повикът срещу крайните отрицателни течения у нас // Църковен Вестник, 26, 1911.
- Католишката пропаганда между славянството // Църковен Вестник, 29, 1911.
- Религиозно-художественото творчество на В. М. Веснецова // Църковен Вестник, 36, 1911.
- Държавата и инославните пропаганди // Църковен Вестник, 37, 1911.
- Религиозността на руските и нашите писатели // Църковен Вестник, 39, 1911.
- Покварата и порнографията // Църковен Вестник, 43, 1911.
- Народното събрание и основните учители // Църковен Вестник, 47, 1911.
- Църковното единство и С. Радев // (в-к) Реч, бр. 1699, София, 14 юли 1912.
- Е. Е. Голубински // Църковен Вестник, 9, 1912.
- Г. Пасарев, Църквата и католишката пропаганда // Църковен Вестник, 11, 1912.
- Висшето богословско училище // Църковен Вестник, 23, 1912.
- Църковното единство и С. Радев // Църковен Вестник, 28, 1912.
- Една истина и един дълг по църковното единство и С. Радев // Църковен Вестник, 29, 1912.
- Пропагандите и шумът около църковното единство // Църковен Вестник, 30, 1912.
- Кесаревото — Кесарю, Божието — Богу // Църковен Вестник, 32, 33, 34, 35, 36, 1912.
- За Червения кръст // Църковен Вестник, 39, 1912.
- Кръстът и полумесецът // Църковен Вестник, 41, 1912.
- Папството и освободителната ни война // Църковен Вестник, 45, 1912.
- Свещена вълна на подъём // Църковен Вестник, 47, 1912.
- Съглашението на Балканите и Църквата // Църковен Вестник, 53, 1912.
- Помаците // Църковен Вестник, 54, 1912.
- Владимир Петербургски // Църковен Вестник, 55, 1912.
- Християнска благотворителност в гр. Варна // Църковен Вестник, 60, 1912.
- Мир и благоволение // Църковен Вестник, 61, 1912.
- Жертвите и победите ни // (в-к) Миръ, бр. 3702, София, 5 ноември 1912.
- Полагане на основния камък на Висшето Богословско училище // Църковен Вестник, 59, 1913.
- Измамите около унията // Църковен Вестник, 60, 1913.
- Гръцко кощунство с вярата // Църковен Вестник, 61, 1913.
- Държавният контрол над католическите мисии // (в-к) Балканска трибуна, бр. 12184, София, 20 май 1914.
- Животът // Църковен Вестник, 7, 8, 9, 1916.
- Социалистите и църквата ни // Църковен Вестник, 1-2, 1916.
- Жизнени прояви // Църковен Вестник, 3, 1916.
- Към съзнание и организация // Църковен Вестник, 5, 1916.
- Великата смърт // Църковен Вестник, 12-13, 1916.
- Семинаристите и правото за учителстване // Църковен Вестник, 16, 1916.
- Извратен дух на социализма // Църковен Вестник, 19, 1916.
- Противорелигиозен ли е социализмът? // Църковен Вестник, 20, 1916.
- Пак по предложението на Архиепископ Менини. Отговорът на Менини // Църковен Вестник, 22, 1916.
- По предложението на Архиепископ Менини. Пресата и духовенството // Църковен Вестник, бр.23, 1916.
- Религията, училищата и обществото // Църковен Вестник, 24-25, 1916.
- Липса от просвета // Църковен Вестник, 26, 1916.
- Съборът на народните учители // Църковен Вестник, 28, 1916.
- Свещеническият събор и учителите // Църковен Вестник, 29, 1916.
- Изяснителна бележка // Църковен Вестник, 31, 1916.
- Коректното и лоялно държане на Българската църква. Антигръцкото движение у нас // Църковен Вестник, 32., 1916.
- Книгопис // Църковен Вестник, 20, 1917.
- Нещо като син // Църковен Вестник, 20, 1917.
- Животът // Църковен Вестник, 12, 13, 1917.
- Книгопис // Църковен Вестник, 22, 1917.
- Йуда Искариотски // Църковен Вестник, 14-15, 1917.
- Славянството и Кирило-Методиевските идеи // Църковен Вестник, 17-18, 1917.
- Законът Божии и нашата държава // Църковен Вестник, 23, 24, 25, 27, 1917.
- Шишмановщината в нашите училища // Църковен Вестник, 28, 29, 31, 1917.
- Трите първи длъжности на държавата ни относително към Закон Божи // Църковен Вестник, 32, 1917.
- Мнения и отзиви: Какви са нашите учители // Църковен Вестник, 33, 1917.
- Енцикликата на папа Пия X за ученията на модернистите // Църковен Вестник, 39, 40, 1917.
- Константин Величков // Църковен Вестник, 44, 1917.
- Свещениците и взаимоспомагателните земеделски сдружения // Църковен Вестник, 45, 1917.
- Закон Божи и нашата държава // Църковен Вестник, 46, 47, 1917.
- И в Народното събрание за свободна морал! // Църковен Вестник, 49, 1917.
- Нашето свещенство // Църковен Вестник, 8, 1920.
- Църковният събор // Църковен Вестник, 36, 37, 1920.
- Н. В. Царят и Българската църква // Църковен Вестник, 16, 1920.
- Стачките против държавата // Църковен Вестник, 7, 1920.
- Двете вълни // Църковен Вестник, 7, 1920.
- Звездата на българското минало и бъдеще: Българската Екзархия // Църковен Вестник, 7, 1920.
- Цялостност и хармоничност в живота // Църковен Вестник, 11, 1920.
- Движение за сближение и обединение на църквите // Духовна култура, 2, 1921.
- Бъдни вечер // Църковен Вестник, 37, 38, 1921.
- Съдебно преследване срещу български йерарси по въпроси за Църковно-народния събор // Църковен Вестник, 40, 1921.
- Славянските гости в София // Църковен Вестник, 33, 1921.
- Църковна и обществена летопис // Църковен Вестник, 34, 1921.
- Външен отдел: Подир събора на французките епископи // Църковен Вестник, 35, 1921.
- Нравствена оценка на социализма // Църковен Вестник, 36, 1921.
- Учителският конгрес и свещениците // Църковен Вестник, 27, 1921.
- Архиепископ Менини пак за уния говори // Църковен Вестник, 30, 1922.
- Правото и Църквата // ГСУ-Бф, 1, 1923—1924. — C. 1924. — C. 65-98 (резюме на немски — с. 99-106).
- Устройството на Румънската православна църква // ГСУ-Бф, 3, 1924—1925. — C. 1925.
- Правото и Църквата // ГСУ-Бф, 4, 1926—1927. — C. 1927.
- Към младежта // Зов, 1926—1927.
- Съветското брачно право в Русия // ГСУ-Бф, 7, 1929—1930. — C. 1930.
- Държава и църква // ГСУ-Бф, 8, 1930—1931. — C. 1931.
- За кого се пишат законите? // Църковен Вестник, 44, 1932.
- Междуцърковното положение на Българската църква след освобождението на България"- В: ГСУ-Бф, 10, 1932—1933. — C. 1933.
- Конституционните принципи за отношението между държава и Църква в славянските държави // ГСУ-Бф, 10, 1932—1933. — C. 1933.
- Богословският факултет у нас // ГСУ-Бф, 11, 1933—1934. — C. 1934.
- Албанската православна църква // ГСУ-Бф, 12, 1933—1934. — C. 1934.
- Примерът на Екзарх Антим // Църковен Вестник, 1, 2, 1934.
- Бележки от няколкодневно пребиваване в Париж по общохристиянски дела // Църковен Вестник, 29-30, 1934.
- Итало-Абисинката война // Църковен Вестник, 36, 1935.
- Мелетий II, патриарх Александрийски // Църковен Вестник, 31, 32, 1935.
- Англиканската църква и ние православните // Църковен Вестник, 20, 21, 1935.
- Пропаганда и правен ред // Църковен Вестник, 7, 9, 1935.
- Пак по положението на архиепископ А. Д. Ронкали като (бивш) папски делегат в България (Пропаганда и правен ред) // Църковен Вестник, 7, 1935.
- Сътрудничество на православните професори-богослови // ЦВ 7-8, 1936.
- Граждански или църковен брак? // Църковен Вестник, 23, 1936.
- Трябва ли и време ли е? // Църковен Вестник, 10-11, 1936.
- Народ, държава, свят и църква на православния изток // ГСУ-Бф, 14, 1936—1937. — C. 1937.
- Първи конгрес на православните богослови // Духовна култура, 2, 1937.
- Архиерейското събрание и нашето свещенство // Църковен Вестник, 16, 1937.
- Професор Н. Н. Глубоковски (един голям руски учен) // Църковен Вестник, 13, 1937.
- Двете всесветски конференции във Оксфорд и Единбург // Духовна култура, 8-9, 1938; 10, 1938.
- Българската православна църква от освобождението до настояще време // ГСУ-Бф, 16, 1938—1939. — C. 1939.
- Една икуменическа среща // Църковен Вестник, 36, 1940.
- Реч на Стефан Цанков // Църковен Вестник, 48, 1940.
- Речи на ректора на СУ, Стефан Цанков // ГСУ (Официален отдел). — C. 1942.
- Свети Климент — духовен обединител и одухотворител на българите: Слово на ректора на Софийския университет, произнесено в Охрид на 2 юни 1941 г. // ГСУ (Официален отдел). — C. 1942.
- Православното Християнство // ГСУ-Бф, 19, 1941—1942. — C. 1942.
- Четири глави върху проблема за отношението между църква и държава // ГСУ-Бф, 22, 1944—1945. — C. 1945.
- В социалния живот пасивно или активно е християнството? // Духовна култура, 2, 1945.
- Разколът между вярата и живота // Църковен Вестник, 4-6, 1945.
- Християнски лъчи през тъмнината на съвременната общественост // Духовна култура, 9-10, 1946.
- На общо християнския (икуменически) фронт // Църковен Вестник, 9-10, 13-14, 15-16, 17-18, 1946.
- Актуални проблеми и задачи на православното богословие и Църква // ГСУ-Бф, т. 24, 1946—1947. — C. 1947.
- Светът пред страха от нова война и отговорът на християнските църкви // Църковен Вестник, 42-43, 1947.
- Проблемът с религиозното възпитание на нашата християнска младеж // Духовна култура, 2-3, 1947.
- Икуменическото (всецърковно) движение: създаване, същност и значение // Духовна култура, 6, 1947.
- Етическата реалност и функцията на Църквата // ГСУ-Бф, 25, 1947—1948. — C. 1948.
- Брачната проблема // Църковен Вестник, 24-26, 1948.
- Християнската свобода // Духовна култура, 2-3, 1949. — C. 1-13.
- Жената // Духовна култура, 4, 1949.
- Църковната дисциплина и по специално с оглед на християнския брак // ГДА, 1 (27), 1950—1951. — C. 1951.
- Народният, напредничив и сводолюбив характер на Българската Православна Църква // Духовна култура, 2-3, 1951.
- Св. апостол Павел като благоустроител в Църквата Христова // Духовна култура, 9-10, 1951.
- Под знамето на мира // Църковен Вестник, 19-20, 1951.
- Православните църковно-народни събори и тяхното значение // Църковен Вестник, 15-16, 1953.
- Християнското всеединство като проблема в православното богословие // ГДА, 4 (30) 1955.
- Любвеобилните връзки между сестрите румънска и българска православни църкви // Църковен Вестник, 8-12, 1955.
- Същината и задачата на Църквата // ГДА, 5 (31), 1955—1956. — C. 1956.
- Правото, правдата и любовта // ГДА, 5 (31), 1955—1956. — C. 1956.
- Човекът и неговият труд и имот — богатство и бедност // ГДА, 6 (32), 1956—1957. — C. 1957.
- Варненският и Преславски митрополит Симеон // Духовна култура, 11-12, 1957.
- Единността в Православната Църква // ГДА, 8 (34), 1958—1959. — C. 1959.
- Руската православна църква — нейното съвременно устройство, положение и дейност // Духовна култура, 3, 4, 6, 1959.
- Атон (минало — славно; настояще — печално; бъдеще — ?) // Църковен Вестник, 1-2, 1959.
- Единителните стремления у Православните църкви с други християнски църкви. Православната Църква и икуменизмът // ГДА, 9 (35), 1960.
- Николай Бердяев: Характеристика на личността и идеите му главно по лични впечатления и спомени // Духовна култура, 12, 1991.
- Същината и задачата на Църквата (доклад четен в Оксфорд, Англия, 1937 г.) // Мирна, 20, 2003.
- Литература и бележки по икуменическото движение // Живо Предание.
- Писмо до Пловдивски митр. Максим, Наместник-председател на Св. Синод // Християнство и култура, 5 (82), 2013. — C. 29-34.

Превод и редакция:
- «Устройството и сегашното положение на Православната Църква в кралство Гърция» — В: Църковен Вестник, 22, 1910.
- «Устройството и сегашното положение на Православната Църква в кралство Гърция» — В: Църковен Вестник, 23, 1910.
- «Устройството и сегашното положение на Православната Църква в кралство Сърбия» — В: Църковен Вестник, 25, 29, 1910.
- «Устройството и сегашното положение на Православната Църква в кралство Черна Гора» — В: Църковен Вестник, 30, 1910.
- «Устройството и сегашното положение на Православната Църква в кралство Румъния» — В: Църковен Вестник, 34, 1910.
- «Дъщерята на Понтия Пилата» — В: ЦВ, 12-13, 1912.
- Правилата на св. Православна църква с тълкованията им, т. І-ІІ, София 1912—1913 (заедно с протод. Иван Стефанов и П. Цанев).